# Ockergelbe Erdeule
Die Ockergelbe Erdeule (Dichagyris flammatra), in der Literatur zuweilen auch unter der Bezeichnung Ochropleura flammatra zu finden, ist ein Schmetterling (Nachtfalter) aus der Familie der Eulenfalter (Noctuidae).

## Merkmale

### Falter
Die Flügelspannweite der Falter beträgt 42 bis 60 Millimeter. Als Grundfarbe der Vorderflügeloberseite herrschen ockergelbe bis matt graubraune Tönungen vor. Ring- und Nierenmakel sind hell gefüllt. Deutlich hebt sich eine schwarze Wurzelstrieme ab, die bis zur Ringmakel reicht und in der Mitte unterbrochen ist. Arttypisch ist ein breiter, buschiger, schwarzer Kragen hinter dem Kopf. Aufgrund der sehr charakteristischen Zeichnungselemente sind die Falter unverwechselbar. Die Hinterflügeloberseite schimmert seidig weiß.

### Raupe
Ausgewachsene Raupen sind gelbgrau bis ockerfarben, auf dem Rücken fein schwärzlich gerieselt und an den Seiten mit einer unterbrochenen schwarzbraunen Längslinie versehen.

## Verbreitung und Lebensraum
Die Ockergelbe Erdeule kommt im europäischen Mittelmeerraum, in Armenien, Russland, Syrien, Libyen, Afghanistan, im Iran und Irak, in der Türkei, im Kaukasus und in Nordindien vor. In Afrika wurde sie in Marokko, Algerien und Ägypten nachgewiesen. Auf den Britischen Inseln wurde sie vereinzelt als Einwanderer beobachtet. Die Art besiedelt bevorzugt offenes, warmes Gelände.

## Lebensweise
Die Falter sind nachtaktiv, fliegen zwischen Juni und August und besuchen künstliche Lichtquellen sowie Köder. Die Raupen ernähren sich von den Blättern niedrig wachsender Pflanzen, verstecken sich am Tage unter Steinen, überwintern und verpuppen sich in einem Kokon in der Erde.